# بيدرو سولير
بيدرو سولير (بالإنجليزية: Pedro Soler)‏ ولد بتاريخ 20 يناير 1961، هو دراج كولومبي سابق.

## روابط خارجية
- بيدرو سولير على موقع أرشيف الدراجات (الإنجليزية)